# Quái vật biển

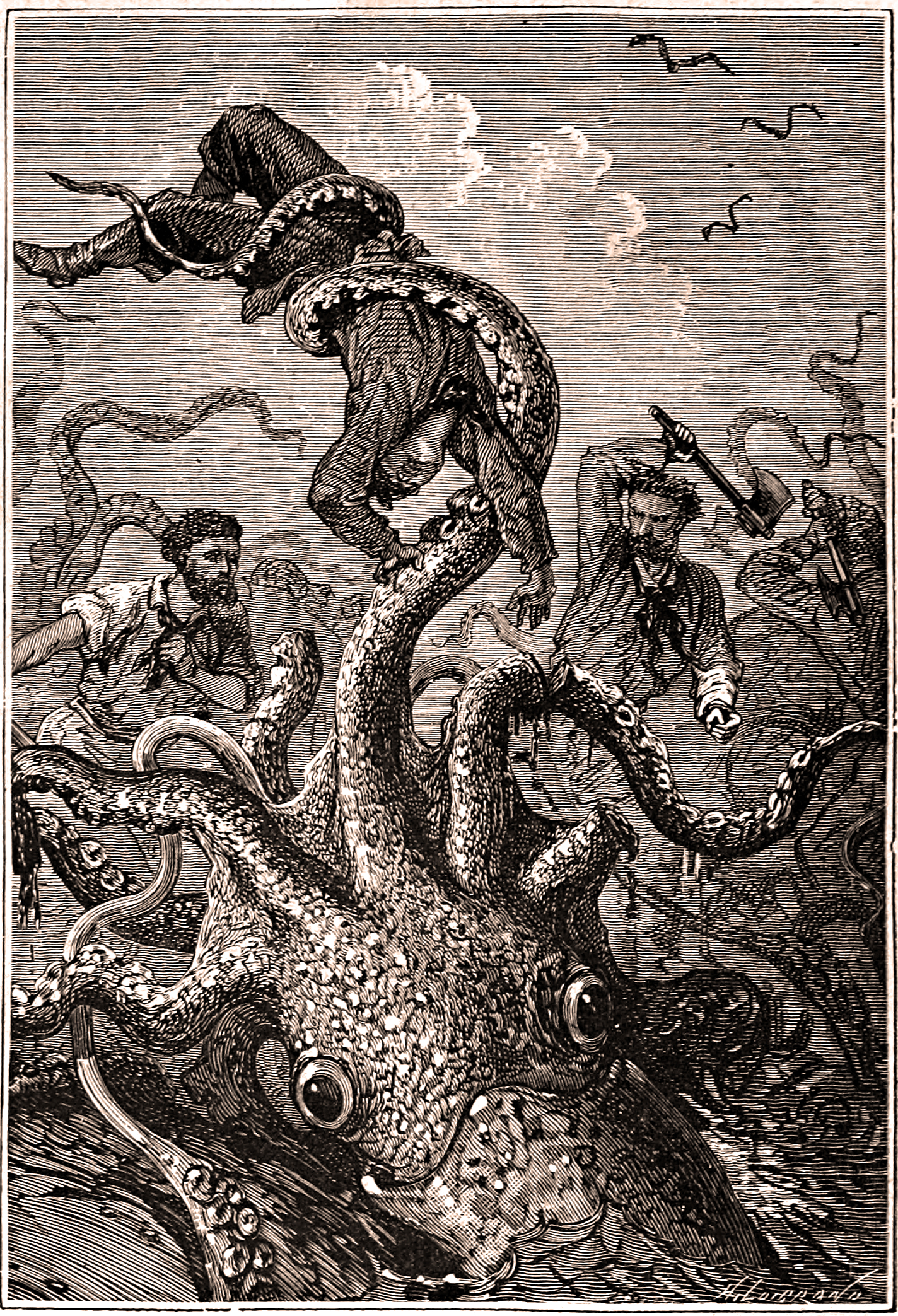
Quái vật biển được miêu tả trong truyện "Hai vạn dặm dưới biển"

Quái vật biển thường được coi là huyền thoại và có nhiều truyền thuyết về các sinh vật khổng lồ cư ngụ dưới biển sâu (nhưng có vẻ cũng giống quái vật hồ). Quái vật biển có thể có nhiều dạng: rồng biển, rắn biển, quái vật nhiều chân tay, nhầy nhụa hoặc có vẩy, thường phun ra các tia nước. Người ta hay vẽ quái vật biển đang tấn công tàu, thuyền.

## Khái quát
Các bức vẽ trang trí huy hiệu cá heo, cá voi và quái vật biển luôn được sử dụng trong lịch sử để minh họa khung bản đồ. Dù sao, thậm chí ngày nay có nhiều nhân chứng ghi chép về các con quái vật biển trên khắp thế giới.
Nhân chứng nhìn thấy quái vật biển đến từ mọi văn hoá. Ví dụ, Avienus đã kể cuộc thám hiểm của Himilco như "đó là những con quái vật sống dưới đáy biển sâu, những con thú bơi giữa các con tàu đi chậm". Sir Humphrey Gilbert khẳng định rằng mình đã chạm trán một con quỷ giống sư tử với đôi "mắt sáng trừng trừng" trong chuyến hành trình trở về từ Newfoundland. Một báo cáo khác về việc chạm trán quái vật biển vào tháng 7 năm 1734, Hans Egede, một người truyền giáo Đan Mạch/Na Uy ghi nhận trong chuyến đi tới Gothaatb/Nuuk ở bờ biển phía tây của Greenland:
(Ở đó) xuất hiện một con quái vật biển khủng khiếp, nổi cao trên mặt nước, và đầu nó gần với tới bệ ở phía trên đầu của cột buồm chính của chúng tôi. Nó có một cái mũi dài, nhọn, phun nước giống như một con cá heo, nó có chân chèo lớn, và cơ thể, có lẽ được bao bọc bởi lớp da cứng, rất nhăn nheo và gồ ghề, hơn nữa, phần chìm dưới nước giống như một con rắn, và khi nó lại nổi lên mặt nước, nó quăng mình về phía sau, và nổi đuôi lên mặt nước, bằng chiều dài một con tàu. Tối hôm đó, thời tiết rất xấu.
Một vài báo cáo khác đến từ Thái Bình Dương, Ấn Độ Dương và Đại dương phía Nam.
"Quái vật" biển gây tranh luận trong thời hiện đại có thể là cá mập, mực khổng lồ, thủy triều giả và cá heo. Ví dụ Eliis (1999) đề xuất rằng quái vật biển thực tế có thể là mực khổng lồ. Có thể còn có mối liên quan khác tới bò sát khổng lồ dưới biển kỷ Jura (Jurassic) và kỷ Phấn trắng (Cretaceous) như ngư long cũng như loài cá heo đã tuyệt chủng Basilosaurus.